# Móricgát
Móricgát is een plaats (község) en gemeente in het Hongaarse comitaat Bács-Kiskun. Móricgát telt 513 inwoners (2007).